# Ирландия (феодальное владение)
Манор Ирландия (ирл. Tiarnas na hÉireann; англ. Lordship of Ireland) — средневековое ирландское государство. Оно возникло после норманнского завоевания Ирландии в 1169—1171 годах и просуществовало до 1542 года, когда на его территории возникло Королевство Ирландия. Государством управляли с территории пейла, где располагался парламент (под контролем Анжуйской династии), а лордами Ирландии были монархи Англии. Поскольку лордом Ирландии был король Англии, его представителем был наместник Ирландии.
Феодальная система способствовала значительной автономии гиберно-норманнских дворянских хозяйств, имевших почти столько же прав, как когда-то гэльские короли. Хотя это государство охватывало почти весь остров, некоторые его части норманнам захватить не удалось, и они оставались независимыми до эпохи Тюдоров.